# Зимний свадебник
Зи́мний сва́дебник (вар. Иванов день, болг. Ивановден, серб. Јовањдан, церк. Иоанн Креститель) — день народного календаря славян, выпадающий на 7 (20) января. Заканчиваются зимние святки, конец постов, начало зимнего мясоеда, начало будничных хлопот и малой свадебной поры до Масленицы.

## Другие названия дня
рус. Перезимье, Отдание Святок, Иванов день, Иван Бражник, Раннее Крещенье, Иван бражный, Перезимье, Ваньки крещенские, Иван святошной, Ефимий, День Евфимия; бел. Прывадахрышча, Лянівы дзень, Прыцёк, Прысеча, Іван Прысеча, Іван Хрысціцель, Іван Хрестітель; полес. Всем святым отданье, Всем святым розданье, Иван Креститель, Иван Притёк, Иван Причеча, Крестители, Креститель, Креститель Господный, Ленивый день, Перетёк, Приводохрища, Притёк, Рощепенье, Рощепи хресты, Рощепушка, Рощепушки, Рощепушечки; болг. Йованден, Ивановден; серб. Jовањдан, Свети Jован Крститељ[страница не указана 3253 дня].

## Обряды
С утра, перед тем как сесть за стол, пили Крещенскую воду с «Иордани». В тех местах, где этот день считался праздничным, никакие работы не выполнялись. В иных местах[где?] после обеда начинались посиделки с работой.
С последними «Крещенскими омовениями» заканчивались зимние святки. В Болгарии часто именно в Иванов день обливались, купались в реке и освящали воду; сербы (Болевацкого среза) несли особо ценимые иконы к реке или колодцу, где их омывали освящённой водой.
С этого дня снимались временные запреты, связанные с разгулом волков (болг., Странджа) и демонических существ: снова можно было прясть, ткать, шить шерстяными нитками (укр., далматин.), резать скот (Далмация). Скотину на Зимний свадебник кормили обрядовыми блинами или хлебом-солью, «чтобы хорошо водился» (смолен., укр.).
С этого дня и до Масленицы — пора сватовства и зимних свадеб («крест в воду — жених на гору»), с обязательным приготовлением пива.

## Поговорки и приметы
- Иван Креститель праздники увёл[17].
- полес. Бацюшка ў свой карман Каляду вуганял[18].
- Перезимье о весне весть подаёт[2].
- Если погода ясная — к засушливому лету, если пасмурная и снежная — к обильному урожаю[19].
- Если на Евфимия метель — вся Маслена метельная[7].
- Крест на воду — жених на гору[1].